# Juraj Martvoň
Juraj Martvoň (29. června 1921, Trstená, Československo – 16. října 1991, Bratislava, Československo) byl slovenský operní pěvec-barytonista, sólista opery Slovenského národního divadla v Bratislavě.
V roce 1945 ukončil studium farmacie. Poté studoval na státní konzervatoři v Bratislavě, které pod vedením profesorky Anny Korínské absolvoval v roce 1952. Už v době studií na konzervatoři, v roce 1951, byl angažován jako sólista do opery SND. Tím začala jeho dlouholetá zpěvácká kariéra. Po dobu 36 let svého účinkování na jevišti, vytvořil řadu postav.[ujasnit] Stal se jedním z nejobsazovanějších sólistů opery SND.
Juraj Martvoň účinkoval na jevištích předních scén[kde?] doma i v zahraničí. Příležitost mu dala i Slovenská televize a účinkoval i ve filmu (1980 – Karline manželstvá (lékař), 1984 – Úhel pohledu (Skurák).
Kromě bohatého účinkování na scénách byl i pedagogem ve svém odboru.
Byl manželem Anny Martvoňové, významné sólistky Slovenského národního divadla.
Juraj Martvoň je pochován v bratislavském krematoriu.